# Kaple svatého Jana Nepomuckého (Jáchymov)
Kaple svatého Jana Nepomuckého (také Jánská kaple) v Jáchymově stojí od roku 1734 na Jánském vršku. Podle pověsti se zde o Valpuržině noci shromažďovaly čarodějnice. Jánský vrch je vlastně skála, příkře vystupující ze severního svahu údolí, ve kterém se rozkládá Jáchymov.

## Historie

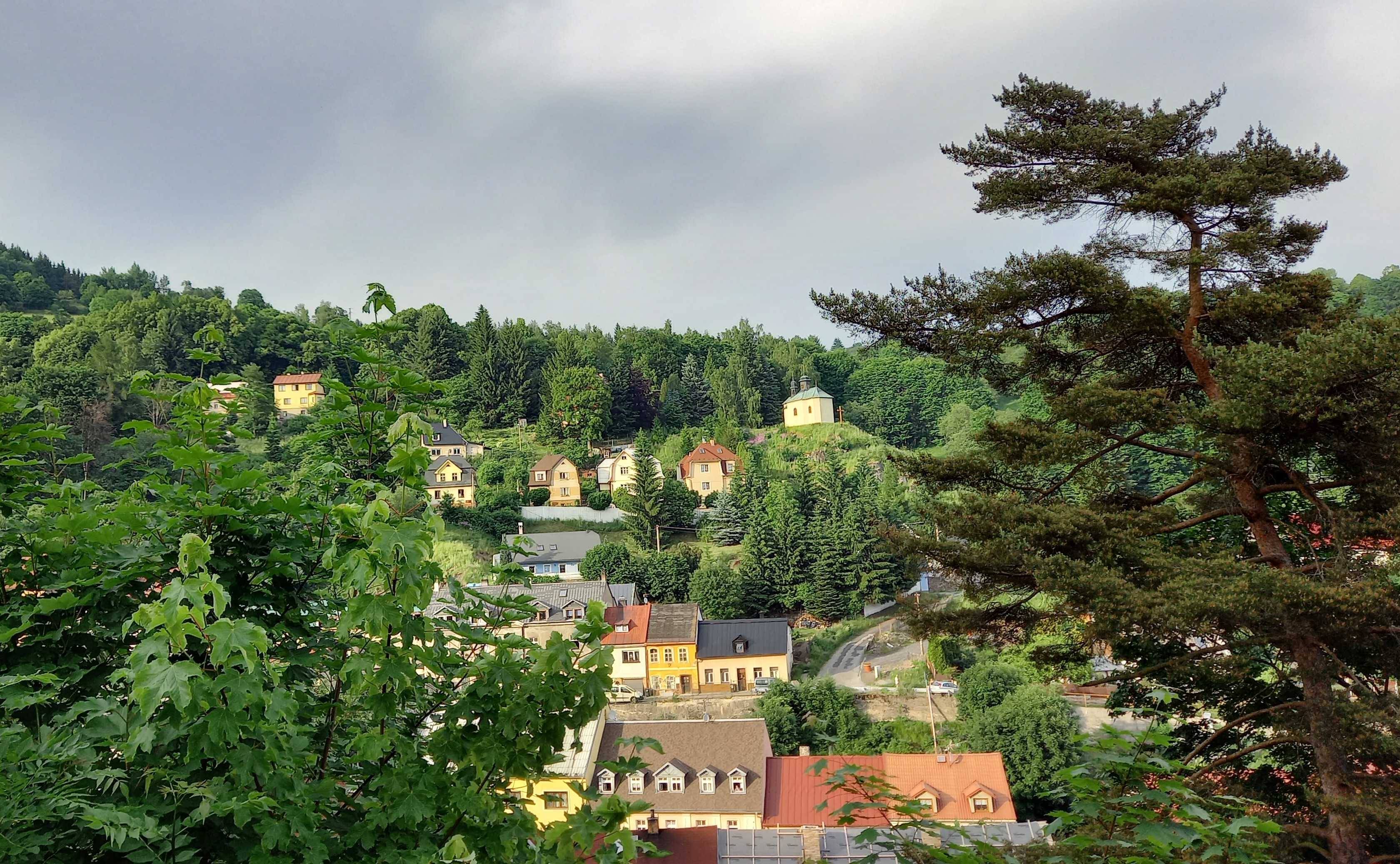
Kaple svatého Jana Nepomuckého se zlatým křížem vztyčeným roku 2021

Kaple byla postavena nákladem manželů Vogelhaubtových – Jana Jakuba a Žofie. V letech 1838–1839 byl ke kapli přestavěn obytný dům. Tento dům byl postaven za peníze (15 000 zlatých), které na to ve své poslední vůli věnoval František Pallas, děkan u svatého Víta v Praze. V roce 1851 byla v tomto domě zřízena rukavičkárna bratří Kuhlmanů. V té době kaple nesloužila k církevním účelům. Znovu vysvěcena byla 29. dubna 1873. Na přelomu 19. a 20. století přešla kaple znovu do soukromých rukou. Dům stojící u kaple byl zbořen během první světové války.
V roce 2021 v rámci akce Noc kostelů byl za kaplí vztyčen nový zlatý kříž. Vysvětili jej místní farář Marek Hric a emeritní biskup František Radkovský.

## Popis
Osmiboká loď s obdélným presbytářem na jihu. Vnitřní prostor kaple má rozměr 8 × 5 metrů. Severní předsíň sloužila jako chodbička spojující kapli s přilehlým domem. V koutech mezi touto chodbičkou a lodí kaple se nacházejí dvě čtvrtkruhové apsidy. Ve zdech jsou okna různé velikosti s obloukovým zakončením. Pouze v apsidách jsou malá okénka obdélníková. Obdélníkový vchod má hladké ostění s vytesaným letopočtem 1734. Nad hlavní lodí kaple je stanová střecha zakončená osmibokou věžičkou. Severní předsíň je zastřešena nízkou stanovou stříškou, na které je umístěna osmiboká otevřená zvonička.